# Spielbank Bad Steben

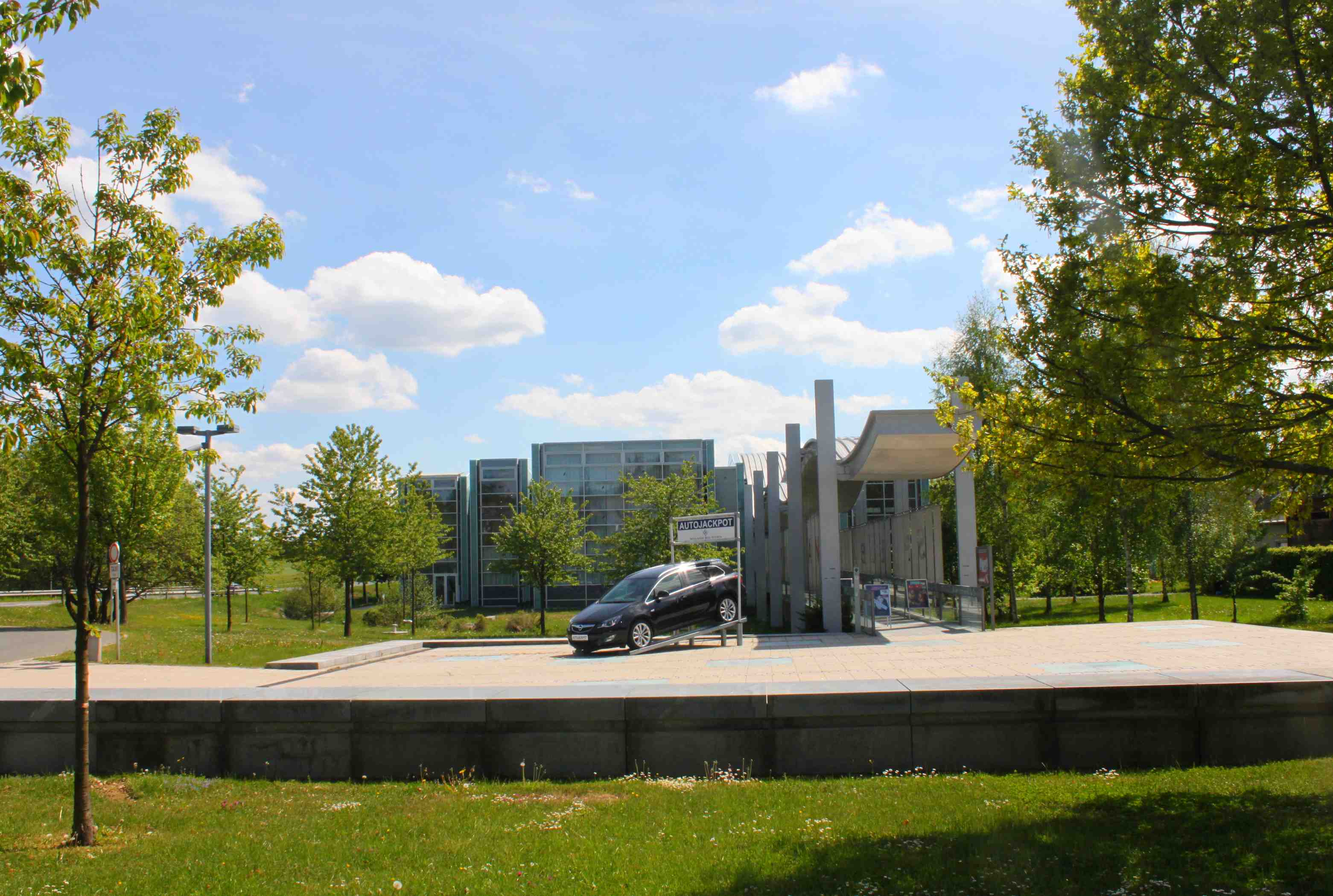
Spielbank Bad Steben

Die Spielbank Bad Steben ist eine Spielbank im oberfränkischen Bad Steben im Hofer Land.

## Geschichte
Sie wurde vom Architekten Meinhard von Gerkan entworfen und am 23. März 2001 als letzte der insgesamt neun bayerischen Spielbanken eingeweiht. Der Siegerentwurf wurde nach einem offenen, zweistufigen Wettbewerb im November 1997 unter 255 Teilnehmern gewählt. Unter sieben wellenförmigen, gegeneinander versetzten Dächern, die in Bandstruktur nebeneinanderliegen, verteilt sich das ortsuntypisch große Bauvolumen von etwa 20.000 m³ BRI. Die Baukosten betrugen etwa 22 Mio. Deutsche Mark.

## Unternehmen
Betreiber der Spielbank Bad Steben sind die Spielbanken Bayern, die zur staatlichen Lotterieverwaltung in Bayern gehören. Nach Angaben des Betreibers hatte die Spielbank Bad Steben 2021 42 Mitarbeiter. Von 2001 bis 2021 sollen insgesamt etwa 800.000 Menschen die Spielbank besucht haben. Die Spielbank arbeitet seit ihrer Eröffnung defizitär: 2017 betrug das Defizit nach Abführung der Spielbankabgabe 1,9 Millionen Euro.

## Spielangebot
In der Spielbank Bad Steben werden Glücksspiele in Form von Slot Machines, Black Jack, Poker und Roulette angeboten.